# Kisnyomású nátriumlámpa

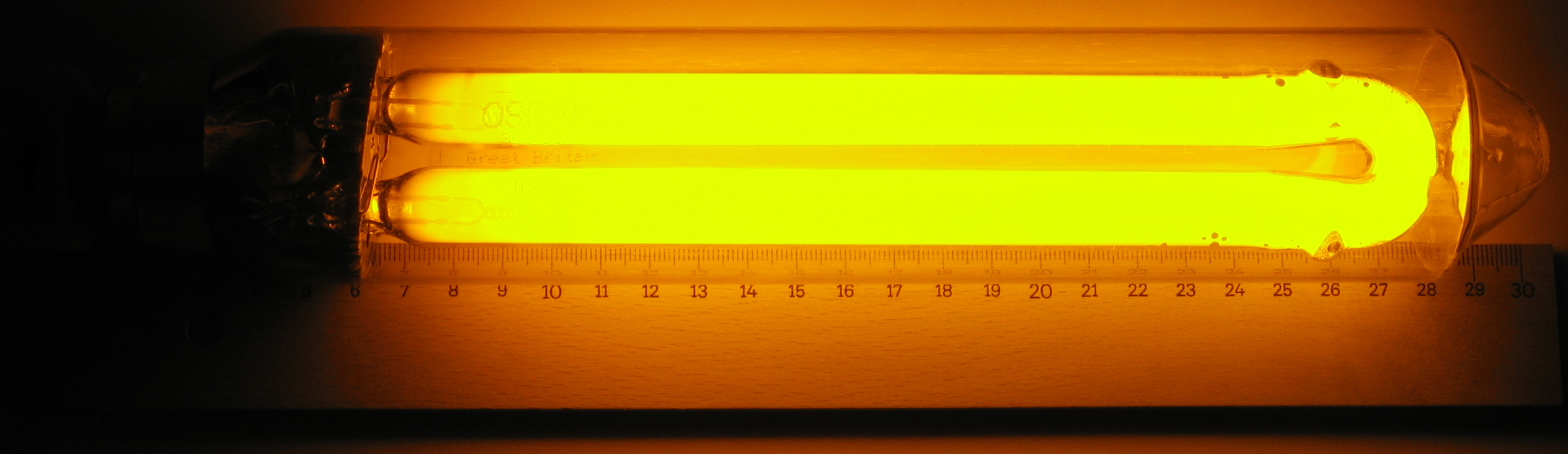
Kisnyomású nátriumlámpa működés közben.

A kisnyomású nátriumlámpa olyan, főként kültéren alkalmazott fényforrás, amely a jó láthatóság érdekében a hű színvisszaadást háttérbe szorítja.

## Működése

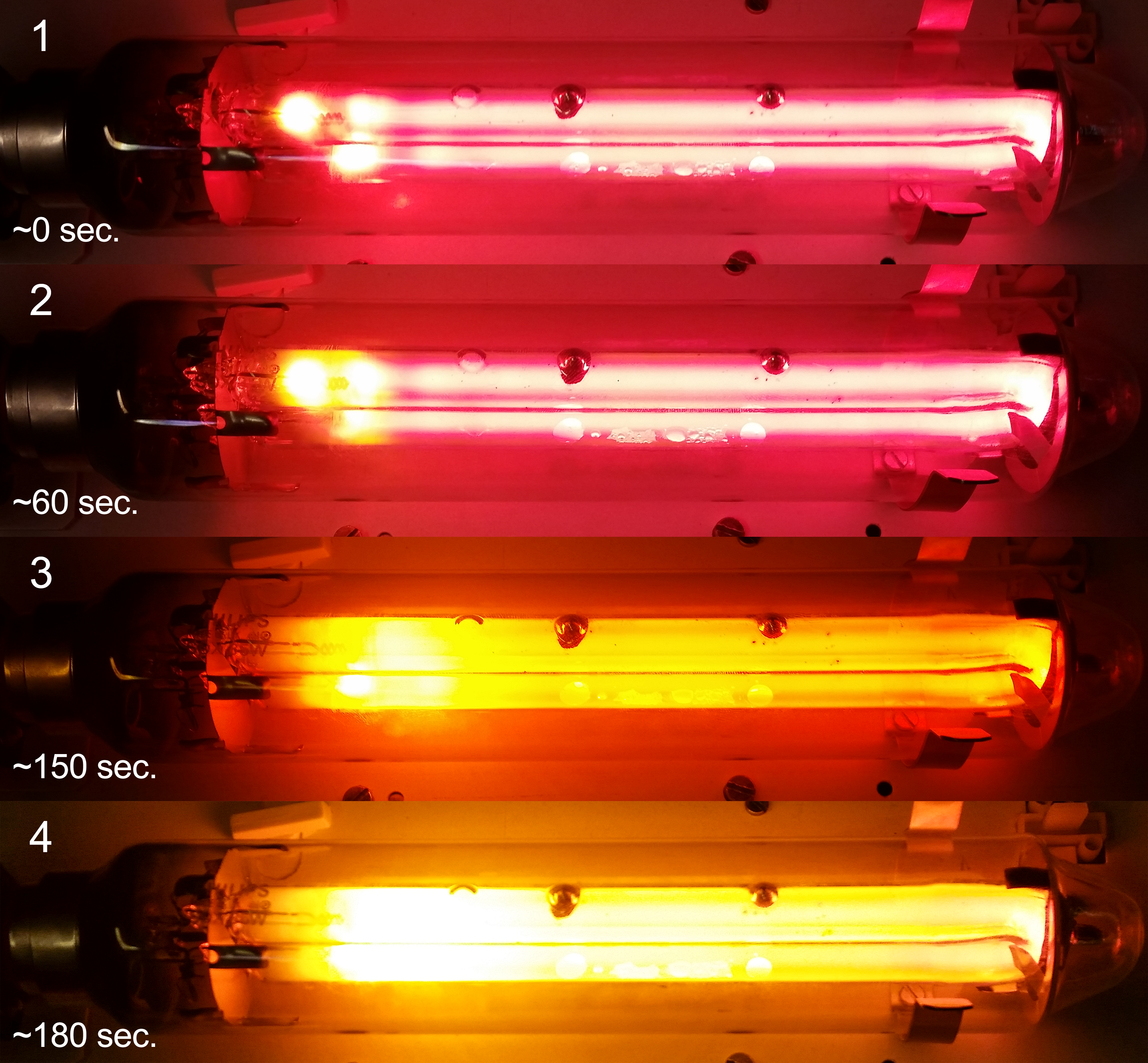
Kisnyomású nátriumlámpa bemelegedési fázisa. A Penning-keverék halványrózsaszín fénye fokozatosan jellegzetes, monokromatikus sárgába megy át.

Kisnyomású nátriumlámpa emissziós spektruma. A nátrium (rendkívül szűk) emissziós színképe teljesen monokromatikus fényt eredményez, tehát semmilyen színvisszaadása nincs (minden szín a lámpa 589 nm-es fényének különböző árnyalataiban jelenik meg).

A nátrium 589 és 589,6 nm-es rezonanciavonalainak a gerjesztésén alapul. Ez nagyrészt megmagyarázza tulajdonságait és alkalmazását; ezek a vonalak a V({\displaystyle \lambda }) görbe maximumának közelébe esnek, tehát a fényhasznosítás igen jó (elérheti a 200 lm/W-ot).
A lámpa monokromatikus sárga fénye egyszerre jelent előnyt és hátrányt. Előny, hogy a viszonylag nagyobb hullámhosszúságú fény kevésbé szóródik a köd- és porrészecskén, nagy áthatolóképessége alkalmassá teszi az utak, autópályák, közlekedési csomópontok megvilágítására, amellett a szem látásélessége is igen jó a monokromatikus fényben. A hátrány is a monokromatikus jellegből adódik: a rossz színvisszaadás a lámpa alkalmazásának határt szab, ezért csak ott használható, ahol a színfelismerés nem követelmény.
Kisnyomású lámpáról lévén szó (fénycső), nagy fényáram csak hosszú pozitív oszloppal érhető el, ezért a kisülőcsövet vagy U alakúra hajlítják, vagy hosszú, egyenes csőalakra készítik. A nátriumgőz nyomását a rezonanciavonalak önabszorpciójának elkerülésére kicsire választják; ez kb. 270 Celsius-fokos falhőmérséklet esetén 0,4-0,5 Pa. Ennek elérésére a fémnátriumot fölöslegben adagolják a lámpába. Lényeges, hogy a Na-gőz egyenletesen oszoljék el a csőben, ebből a célból a kisülőcsőre egyenletes távolságokban dudorokat fújnak. Ezekbe – környezetüknél hidegebb lévén – a feleslegben maradó Na egyenletes eloszlásban kondenzál a működés során. Nemesgáztöltésként a lámpa kb. 1000 Pa nyomású neont tartalmaz, amelyhez 1%-ban argont kevernek.
A kisülőcsövet a nem nagy falhőmérséklet miatt lágyüvegből készítik. Mivel a Na-gőz az üvegből szilíciumot redukálna ki, a cső belső felületét Na-álló bórüvegbevonattal látják el.
A kisnyomású nátriumlámpa kisülőcsövét – főként a 270-280 Celsius-fokos falhőmérséklet céljából – külső üvegcsőbe építik be. A veszteségek csökkentésére a külső búra belső falára egy vékony ón-dioxid bevonatot visznek fel, amely a fényt átereszti, de a hőt a kisülőcső felé jól reflektálja. A külső búrát vákuumra leszívják, és a lámpafejnél getterezik, hogy fénycsökkenést ne okozzon. 
Fejelésük a fénycsövekéhez hasonló; az egyenes kiviteleken kétcsapos fénycsőfejek, az U alakúakon többnyire kétcsapos bajonettfejek vannak. Az elektródok felépítése és működési mechanizmusa szintén hasonló a fénycsőnél megismertekhez.
Az U alakú Na-lámpák szórótranszformátorról működnek. A nagy gyújtófeszültség miatt a transzformátor üresjárati feszültsége 470 V, és az előtét karakterisztikának köszönhetően különféle teljesítményű lámpák ugyanazzal a transzformátorral működhetnek, a lámpaáram ugyanis mindegyiknél közel azonos. A gyújtás a fénycsőhöz hasonlóan parázsfény-kisüléses gyújtó segítségével, vagy hideg elektródokkal történik.
Bekapcsoláskor először a neon jellegzetes vörös fénnyel világít. Ahogy a lámpa melegszik, a nátrium egyre jobban párolog, s a kisülés színe fokozatosan sárgába megy át. A teljes futás 10-15 percig tart.
A világcégek a kisnyomású nátriumlámpát a 18-180 W-os teljesítménnyel gyártják. Élettartamuk kb. 16 000 óra. Színhőmérséklet: 1800 K. Fejtípus: BY22d.